# Revalvace
Revalvace je pojem používaný především v ekonomii.
Znamená:
1. Navýšení nominálního (úředně stanoveného) měnového kurzu jedné měny vůči ostatním měnám v systému fixních kurzů – jedná se o administrativní pohyb kurzu měny často vynucený okolnostmi.
2. Původně zvýšení zlatého obsahu (krytí) měnové jednotky.

Opačný postup se nazývá devalvace. V systému plovoucích směnných kurzů (floating) nemluvíme o revalvaci, nýbrž o poklesu kurzu zahraniční měny čili o apreciaci.